# Sibu
Sibu ist eine Stadt auf Borneo und die Hauptstadt des Distrikts Sibu in Sarawak. Die Stadt erstreckt sich über eine Fläche von 129,5 Quadratkilometern. Sie liegt am Zusammenfluss der Flüsse Rajang und Igan, etwa 60 Kilometer vom Südchinesischen Meer und etwa 191,5 Kilometer nordöstlich der Landeshauptstadt Kuching. Die Einwohnerzahl der Stadt betrug im Jahr 2010 162.676. Die Gegend wurde ursprünglich von den Iban besiedelt. Heute ist die Mehrheit der Bevölkerung chinesischer Abstammung.

## Geschichte
Sibu wurde 1862 von James Brooke besiedelt, als er in der Stadt ein Fort baute, um Angriffe der indigenen Dayak abzuwehren. Daraufhin ließ sich eine kleine Gruppe chinesischer Hokkien um das Fort herum nieder, um in der Stadt sicher Geschäfte zu tätigen. Im Jahr 1901 führte Wong Nai Siong eine groß angelegte Migration von 1.118 Chinesen aus der Provinz Fujian nach Sibu an. Dieser Zustrom von Chinesen führte dazu, dass Sibu im Volksmund als "Neues Fuzhou" bezeichnet wurde. Das erste Krankenhaus in Sibu sowie die Basare wurden von der Regierung Brooke gebaut. Das Lau King Howe Hospital und eine Reihe von methodistischen Schulen und Kirchen wurden in den 1930er Jahren gebaut. Die Stadt Sibu wurde jedoch zweimal, 1889 und 1928, niedergebrannt, aber danach wieder aufgebaut. Während der japanischen Besetzung von Sarawak im Zweiten Weltkrieg siedelten die Japaner im Juni 1942 neue Bewohner in Sibu an, und Sibu wurde im August 1942 in "Sibu-shu" umbenannt.
Nach der japanischen Kapitulation 1945 wurde Sarawak als Kronkolonie an die Briten abgetreten. Dies führte zu Unzufriedenheit unter den jungen Melanauern in Sibu, die für die Unabhängigkeit waren. In der Folge wurde der zweite britische Gouverneur von Sarawak, Sir Duncan George Stewart, bei seinem Besuch in Sibu im Dezember 1949 von Rosli Dhobi ermordet. Rosli wurde später 1950 im Zentralgefängnis von Kuching gehängt. Sibu und das Rajang-Becken wurden ab 1950 auch zum Zentrum kommunistischer Aktivitäten, die auch nach der Unabhängigkeit Sarawaks als Teil von Malaysia 1963 weitergingen. Daraufhin wurde ein Rajang-Sicherheitskommando (RASCOM) eingerichtet, um die kommunistischen Aktivitäten in dem Gebiet einzudämmen. Der kommunistische Aufstand in Sarawak wurde 1973 erheblich eingedämmt und später 1990 beendet. Sibu wurde 1981 zur Gemeinde aufgewertet.

## Bevölkerung
Laut der malaysischen Volkszählung von 2010 hat die Stadt Sibu (ohne die Vororte) eine Gesamtbevölkerung von 162.676 Einwohnern. Chinesen (62,1 %, 101.019) sind die größte ethnische Gruppe in der Stadt, gefolgt von Bumiputra (35,01 %, 56.949), Ausländern (1,99 %, 3.236) und Indern (0,37 %, 598). Die chinesische Bevölkerung spricht verschiedene südchinesische Dialekte und Mandarin. Im Gegensatz zu anderen Städten in Malaysia sind die Mehrheit der chinesischen Bevölkerung in Sibu Christen, während andere Chinesen den Buddhismus, Daoismus und Konfuzianismus praktizieren. Einige der Iban in Sibu sind Christen. Malaien und Melanaus sind Muslime.

## Sehenswürdigkeiten
Sibu ist das wichtigste touristische Tor am Rajang mit seinen kleinen Flusssiedlungen und seinen vielen traditionellen Iban- und Orang Ulu-Langhäusern. Zu den wichtigsten Sehenswürdigkeiten in Sibu gehören der Wisma Sanyan, das höchste Gebäude in Sarawak, die Lanang-Brücke (eine der längsten Flussbrücken in Sarawak) und der größte Stadtplatz Malaysias in der Nähe von Wisma Sanyan. Das Lau King Howe Hospital Memorial Museum ist das erste und einzige medizinische Museum in Malaysia. Der Sibu Central Market ist die größte Markthalle in Sarawak. Einige weitere Touristenattraktionen in Sibu sind das Sibu Heritage Centre, der Tua Pek Kong Tempel, die Bawang Assan Langhäuser, die Alte Moschee in Sibu, der Jade-Drachen-Tempel, der Bukit Aup Jubilee Park, der Bukit Lima Forest Park, der Sibu Night Market, das Borneo Cultural Festival (BCF) und das Sibu International Dance Festival (SIDF).

## Wirtschaft
In den frühen Tagen versuchten chinesische Siedler in Sibu, die Stadt in ein Reisanbauzentrum umzuwandeln. Diese Vision wurde jedoch nicht verwirklicht, da der Boden für den Reisanbau nicht geeignet war. Im August 1909 stimmte Charles Brooke der Vergabe von Landtiteln an chinesische Bauern aus Sibu zu und ermutigte sie, Kautschukplantagen anzulegen. Später wurde der Holzanbau und der Schiffsbau zu wichtigen Industrien.

## Infrastruktur
Die Stadt verfügt über den 1994 erbauten Flughafen Sibu und zwei kleinere Häfen. Die Stadt Sibu hat zwei Busbahnhöfe und ist darüber mit anderen Städten in Sarawak verbunden.

## Bildung
Die Stadt verfügt über verschiedene Schulen und Colleges, mehrere davon in chinesischer Sprache. Das University College of Technology Sarawak wurde 2013 gegründet.

## Galerie

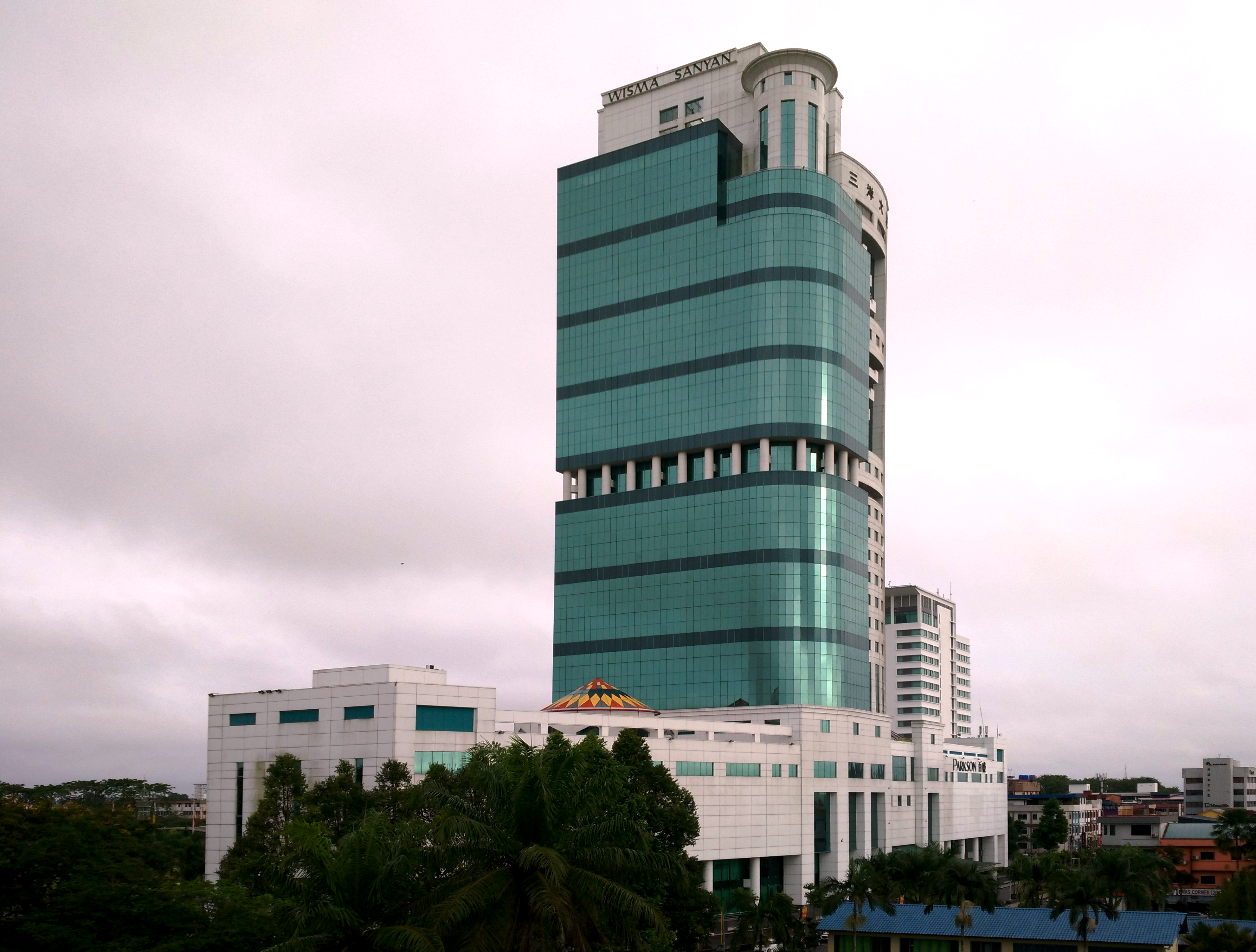
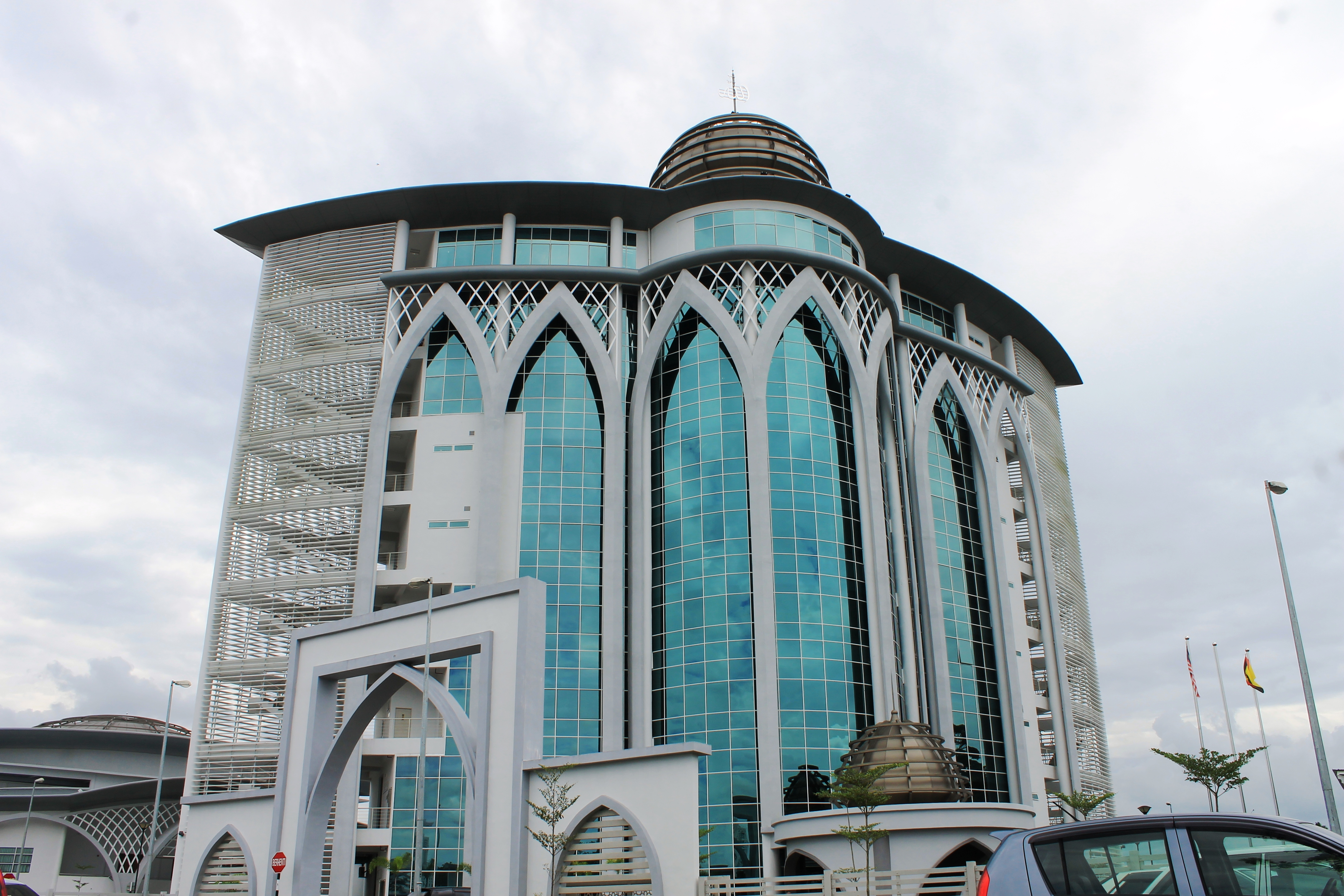
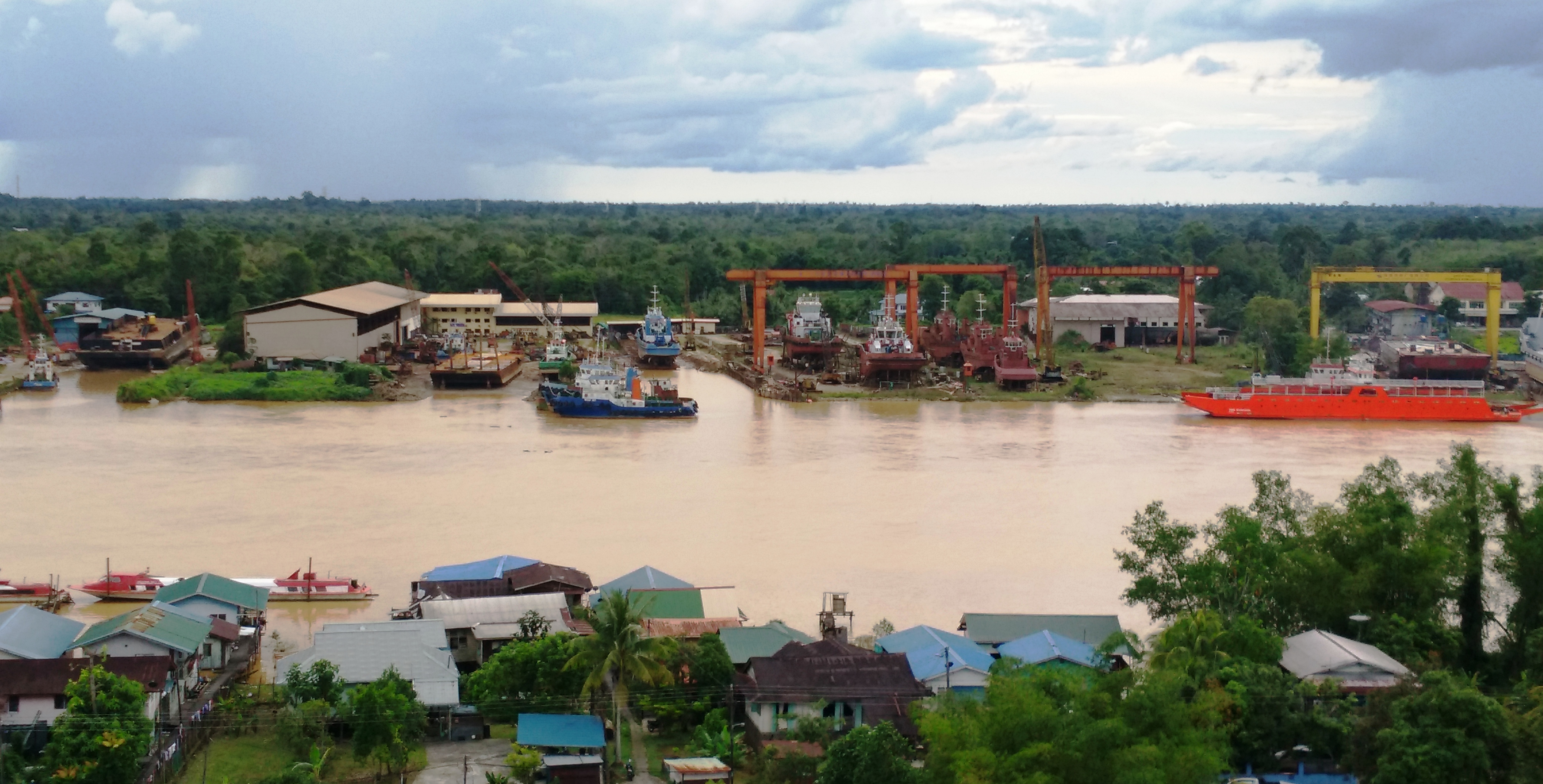
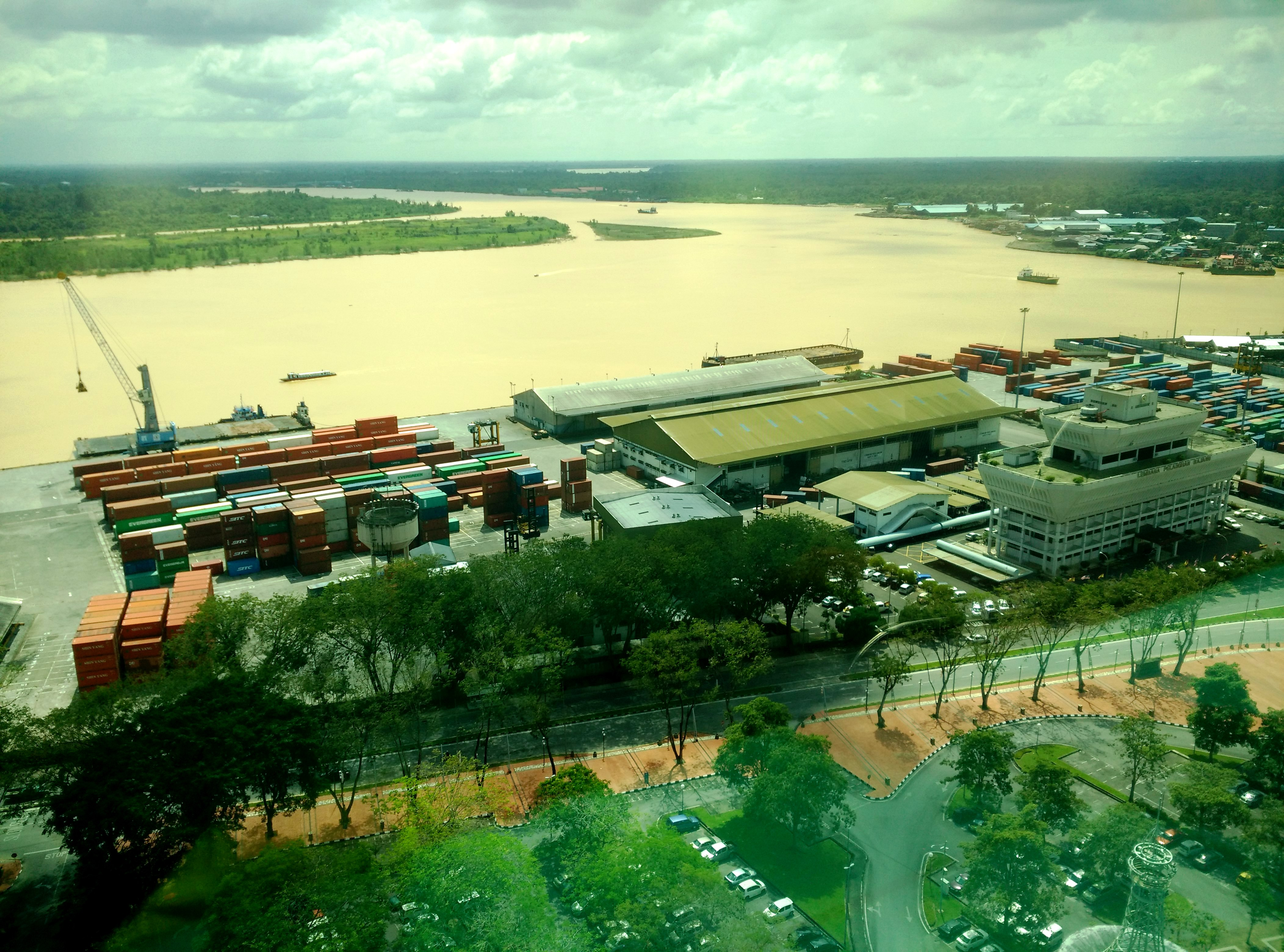
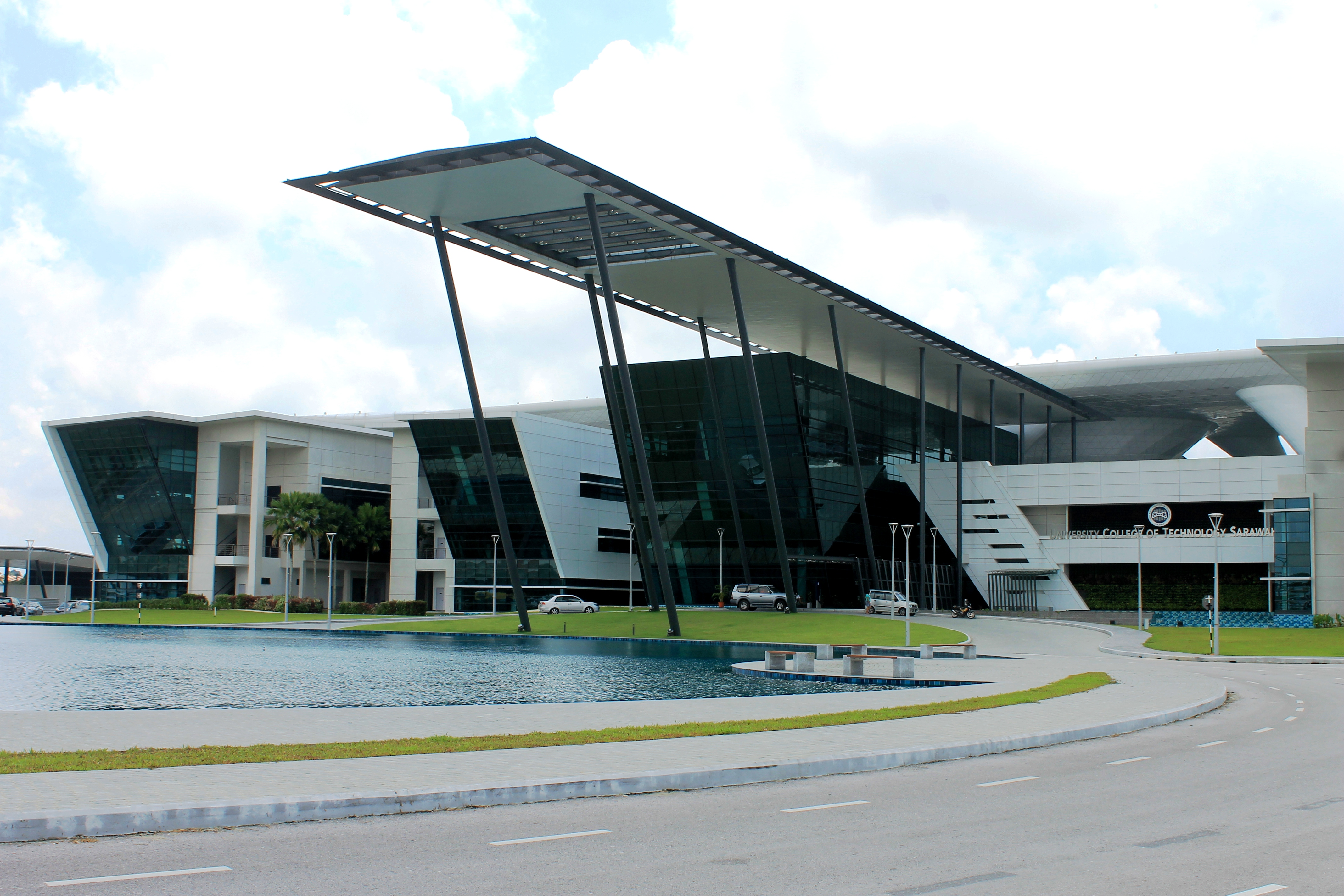
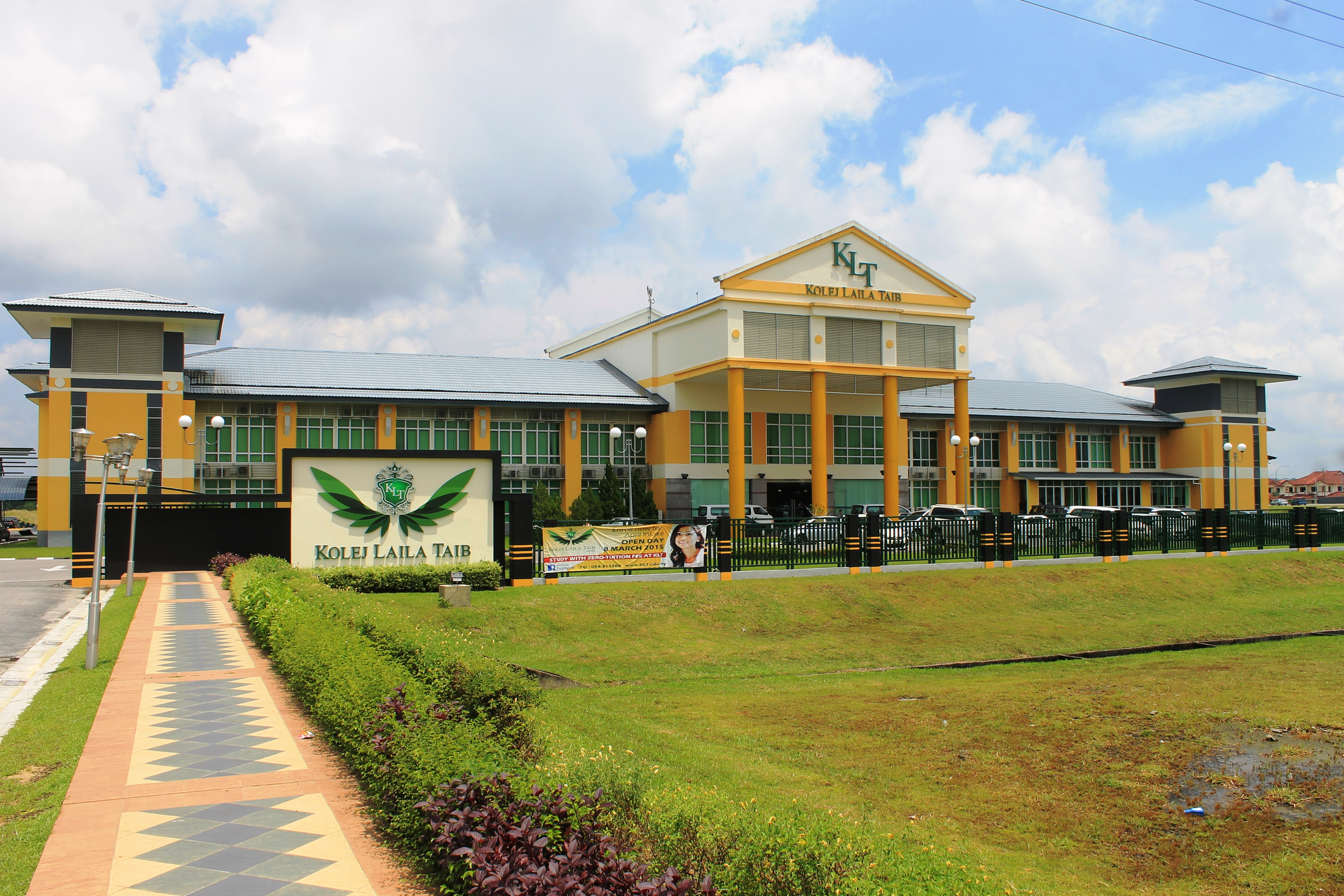
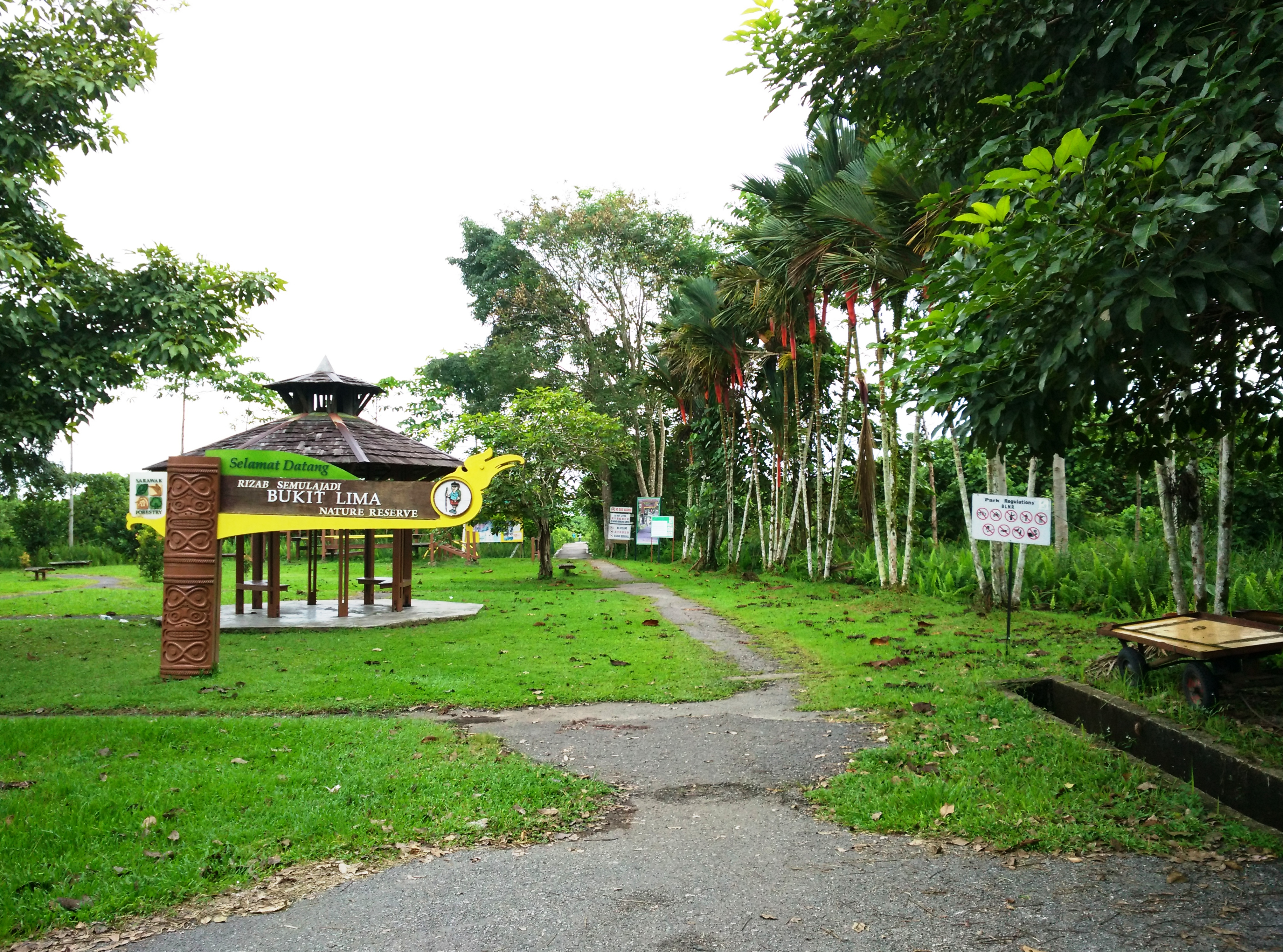
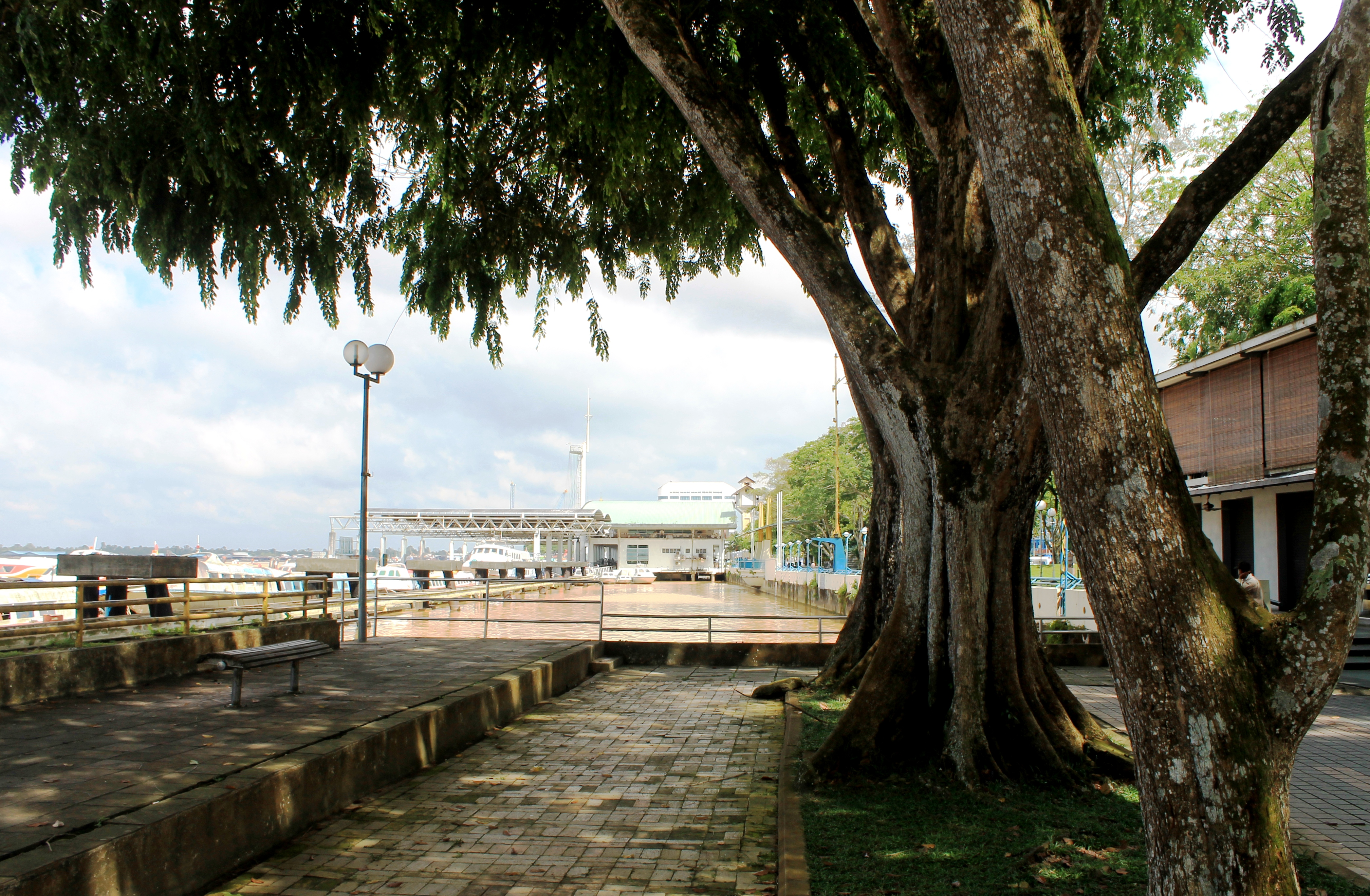